# Ossuccio
Ossuccio est une ancienne commune de la province de Côme dans la région Lombardie en Italie. Elle a fusionné avec  Mezzegra, Tremezzo et Lenno depuis le 25 mai 2014 pour former la commune de Tremezzina.

## Administration
| Période                                  | Période | Identité | Étiquette | Qualité |
| ---------------------------------------- | ------- | -------- | --------- | ------- |
|                                          |         |          |           |         |
| Les données manquantes sont à compléter. |         |          |           |         |

### Communes limitrophes
Colonno, Lenno, Lezzeno, Ponna, Porlezza, Sala Comacina.